# Frédéric Durieux
Pour les articles homonymes, voir Durieux.
Frédéric Durieux est un compositeur et enseignant français, né le 27 février 1959 à Paris.

## Biographie

### Formation
Frédéric Durieux naît le 27 février 1959 à Paris. Il commence ses études musicales au conservatoire national de région de Grenoble où il obtient un premier prix d'écriture en 1980.
Il poursuit ses études au Conservatoire national supérieur de musique de Paris auprès de Betsy Jolas et d'Ivo Malec et obtient un premier prix d’analyse en 1984 puis de composition en 1986.
Il se perfectionne ensuite en analyse avec Alain Poirier et en composition avec André Boucourechliev puis en informatique musicale à l'Institut de recherche et coordination acoustique/musique en 1985-1986 (l'Ircam, rattaché au centre Pompidou).

### Carrière
Frédéric Durieux est pensionnaire de la villa Médicis de 1987 à 1989.

### Enseignement
Il enseigne au Conservatoire national supérieur de musique et de danse de Paris l’analyse à partir de 1991, puis la composition à partir de 2001.

## Prix et distinctions

### Décorations
- Officier de l'ordre des Arts et des Lettres[1].

### Récompenses
- 2005 : prix Prince-Pierre-de-Monaco de composition musicale pour son œuvre pour orchestre Traverses 1, 2 et 3[1].
- 2016 : prix Florent-Schmitt de l'Académie des beaux-arts[2].

## Œuvres

### Musique soliste
- Gemme pour grand orgue (1984)
- Esquisse pour Stèle pièce pédagogique (1985)
- Là pour clarinette (1989)
- Marges IV pour piano solo (1989-1992, 1992)
- élec ircam Devenir pour clarinette et dispositif électronique en temps réel (1993)
- Départ In memoriam Dominique Troncin, pour clarinette (1995)
- Incidences pour percussionniste solo (1996)
- Pour tous ceux qui tombent pour piano (1997)
- Initial - devenir III  pour clarinette solo (1993-2002)
- Alexis Gesang pour violoncelle solo (2007)
- Übersicht Ia pour saxophone baryton solo (2008)
- Ouvrir pour violon solo (2009)
- Ritt pour violon solo (2009)
- Übersicht Ib pour saxophone ténor (2008-2009)
- Übersicht II pour saxophone ténor (2008-2010)
- Echappée - Hommage à Claude Debussy pour piano seul (2012)
- Etude n°1 - Wir schaufeln in den Lüften pour saxophone alto (2014)

### Musique de chambre
- Epars, Indivisible pour ensemble (1982)
- Strophe en Marge pièce pédagogique (1986)
- Marges I pour clavecin et percussion (1989)
- Origine (1990)
- Alliances pour flûte et clarinette (1994)
- Départ In memoriam Dominique Troncin, version de chambre  (1995-2000)
- Études en Alternance pour 6 instrumentistes (2002-2003)
- élec ircam Here, not There - A Tribute to Barnett Newman Quatuor I avec électronique (2004-2007, 2008-2009)
- Placer/Déplacer miniature n° 1 pour violon et piano (2009)
- Souffler/Frapper pour basson et percussion (2009)
- Frontales pour deux harpes (2011)
- Etudes en Alternance n°3 et 4 pour 6 instrumentistes (2014)
- Poursuivre pour violon, violoncelle et accordéon (2014)

### Musique d'ensemble
- Macle pour grand orchestre (1985-1986)
- élec ircam Parcours pluriel pour ensemble et électronique (1987)
- Seuil déployé pour 22 instrumentistes (1988-1989)
- Là, au-delà pour 26 instrumentistes (1990-1991, 1992)
- Traverse 1 pour grand orchestre (1995)
- Traverses 2 et 3 pour grand orchestre (2002-2003)
- 3 pour 2 pour ensemble de 17 instrumentistes  (2005-2006, 2006-2007, 2009)
- The Possibilities – to Howard Barker pour 8 violoncelles (2009-2010)
- Marges II pour piano et 9 instruments (1989, 1990-1991)
- Marges III pour hautbois et ensemble (1989-1990)
- Werden - devenir II pour clarinette et ensemble (1993-2001)
- Theater of Shadows II - In memoriam Christian Boltanski (2024)[3]

### Musique vocale
- Face lumineuse pour deux sopranos et ensemble (1982)
- Exil II pour deux voix de femme et ensemble instrumental (1983, 1984)
- élec ircam So schnell, zu früh in memoriam Dominique Bagouet, pour soprano, ensemble instrumental et dispositif électronique en temps réel (1993)
- Cristal & Corps pour 7 voix mixtes et orchestre de chambre (1994-1995)
- Viridaria pour soprano et orchestre sur un poème d'Emmanuel Hocquard (1994-1995)
- Du lieu qui n'est qu'un rêve pour soprano solo, choeur mixte et orchestre (1996-1998)
- L’Eau éclairée pour soprano solo, chœur mixte et orchestre (1996-1998)

## Publications
- Avec Laurent Feneyrou (préf. Philippe Beck), L'Espace des possibles : Écrits et entretiens,1986-2018, Château-Gontier, Aedam Musicae, coll. « Musiques XXe – XXIe siècles », décembre 2019, 440 p. (ISBN 978-2-919046-67-6)